# Департаментальная жандармерия Франции
Департаментальная жандармерия Франции (фр. Gendarmerie Départementale) — подразделение Национальной жандармерии Франции, поддерживающие регулярные контакты с населением и выполняющие местные полицейские функции на всей территории Франции.
Её территориальные подразделения основаны на административно-территориальном делении Франции, в частности, департаментах, от которых департаментальная жандармерия и получила свое название.

## Организация
Базовая организация — это бригады, размером отделения от 6 до 40 человек, которые располагаются на уровне кантонов.
Каждая бригада отвечает за одну или несколько коммун круглосуточно, а также за связь с общественностью. Жандармы принимают жалобы, проводят административные и юридические расследования, отвечают на звонки в службу спасения.
Всего насчитывается около 3 600 бригад на территории Франции.
В состав департаментальной жандармерии входят также подразделения, выполянющие функции дорожной полиции.